# 仿林中學
仿林中學（英語：Fong Lam Middle School），是一所昔日位於香港中西區、於1923年由名儒陳仿林創立的私立中學。學校於1937年獲中華民國中央僑務委員會與當時的南京教育部准許立案。電影界商人兼前九龍樂善堂主席李會桃、中華民國政治家傅秉常、廣東兒童教養院創辦人吳菊芳、中華總商會董事簡熾南、鹽業銀行行長倪士欽、副華民政務司區煒森、書法家區建公以及工業界商人、鐘聲慈善社學校前校監周有等人曾為該校校董會成員。廣東信宜仿林中學及澳門仿林中學與該校互有聯繫。

## 校政管理
歷任校監
- 金曾澄 先生（女子中學）
- 陳仿林 先生（小學及中學）[13]

歷任校長
- 譚桂生 先生（小學）[8]
- 江瑞雲 先生（女子中學）[14]
- 陳仿林 先生（中學）[15]
- 高家裕 先生（中學）[16]

歷任副校長
- 李樹繁 先生[17]
- 韋基舜 先生[18]

## 學校歷史
中國教育家陳仿林於1923年3月在上環普慶坊16號創立仿林中學。1939年春於跑馬地鳳輝臺創立女子中學部，亦於九龍城、深水埗、西環第三街及東區設分校。因第二次世界大戰爆發，香港進入戰時體制，該校一度遷往廣州信宜辦學4年，直至戰後才分別於香港島半山區西摩道7號（正校）及羅便臣道58、60及87號復校，另外還於澳門設分校。在高峰時期，仿林中學設有幼稚園、小學、初中及高中四個學部，其中高中部更於1939年設有師範科，向學生提供圖、工、樂、體、藝術等一年制教師培訓課程。校園內除設立圖書室之外，亦具備科學實驗室、家政室等設施。而學生在課餘時可參與排球、藝風劇社、乒乓球、籃球隊、牧笛隊、交通安全隊、國樂隊、童軍等活動。成績優異的畢業生能被保送到國立臺灣大學升學。
學校後來於1952年開始參加香港中文中學會考，1967年9月開辦英文部。最後於1976年因台灣國民黨政府不給予資助而陷入經濟困難，繼而停辦。宣告停辦前，仿林中學校友聯同陳仿林在1969年於鯉魚門三家村四山街創辦一所平民小學─仿林中學校友會學校，由陳仿林的誼子陳章賢擔任校長。此外，辦學50載，仿林中學以運動方面，尤其籃球/游泳優秀的表現見稱，往日從1930年代起不時參加學界賽事，與英皇書院、皇仁書院、聖保羅書院、九龍華仁書院、香港華仁書院、聖類斯中學等歷史悠久的名校競爭，又曾打入決賽且獲得冠軍。

## 著名教職員
- 西瓜刨：已故香港男演員（於九龍城分校當校工）
- 黃磊生：香港書畫藝術家、嶺南畫派名宿趙少昂門生（任教藝術科）[49]
- 薛子江：中國攝影家（任教攝影課）
- 呂壽琨：香港水墨畫家（任教國畫及書法課）[50][51]
- 潘學增：前澳門知用中學校長[51]
- 陳志誠：香港大學中文學院榮譽教授（任教文史科）[52]
- 唐雪舫：台灣籃球運動員及教練（任教體育科）[53]

## 著名/傑出校友
仿林中學於1945年之前已組織校友會，戰後復辦。1957年獲准正式成立校友會，並選出首屆理事。
演藝界
- 譚炳文：已故香港男藝人[56]
- 張清（張堃揚，1955年中六[25]）：已故香港男演員、前麗的電視公關主任[57][58]
- 陳良忠：香港播音員、電影及電視演員[56]
- 陳有后：已故香港男演員
- 秦劍：已故香港電影導演[59][60]
- 黎覺奔：香港戲劇家、前香港華僑書院教授兼任戲劇學系主任及前香港音樂專科學校教授[61]
- 靳強：香港書法藝術家[62][63]
- 翟仕堯，MH（1953年中六[64]）：香港書法藝術家[65]、香港康樂文化事務署藝術顧問、香港中文大學藝術系兼任講師、2001年香港特區政府榮譽勲章得主[66]
- 李焜培（1955年中六[25]）：中華民國畫家[64]
- 尤芷韻（尤桂芳）（1955年中六[67]）：已故香港女演員
- 金炳興（1958年中六[68]）：香港電影導演、編劇及影評人
- 招振強（1964年入學）：香港電視劇監製[69]
- 蘇思棣（1969年中六）：香港古琴音樂家、香港中文大學音樂系古琴導師及香港浸會大學中文系崑曲課導師[56][70]

體育界
- 韋基舜，SBS：香港商人及體育界人士[71][72][73]
- 劉錦波（1954年中六[74]）：香港1950至1960年代游泳運動員、台灣中華隊亞運游泳代表[75]
- 黄國揚（1957年中六[73]）：香港籃球運動員[76]
- 戚烈雲：香港游泳運動員[75][77]
- 潘克廉：中華民國籃球運動員[78]

教育及文化界
- 尤應邦：前順德聯誼總會趙公普紀念小學及樂善堂油塘灣學校（現為樂善堂楊仲明學校）校長、籃球教練[79]
- 陳志誠（1958年中六[80]）：香港新亞研究所教授、香港大學中文學院榮譽教授、作家（筆名冰冷酒）[63]
- 趙匡孝（1958年中六[80]）：前美國德克薩斯理工大學電機系教授[34]
- 袁報華（1955年中六[25]）：前東華三院鄧肇堅小學校長[81]
- 關國煊（1955年中六[25]）：中國近代史學家及人物傳記作家
- 尤漢基（1961年小六[82]）：前香港道教聯合會圓玄學院第一中學校長
- 吳善榮（1962年中六[83]）[84]：前天主教博智小學校長
- 馬桂綿（1963年入讀中三[85]、1966年中五[86]）：香港珠海學院文學院教授、前香港博益出版集團出版人、朗文香港教育出版董事以及新亞洲出版社出版總監[69]

商業及公共服務界
- 陳錦臺：前香港五邑工商總會主席及屬校校監[87]
- 陳作舟：美國建築師、紐約華埠共同發展機構行政總監[60]
- 許嘉灝（1964年中六[88]）：前東區區議會議員
- 徐淦，CBE，JP：前市政總署署長、文康市政司以及文康廣播司[89]